# Halichoeres orientalis
Halichoeres orientalis là một loài cá biển thuộc chi Halichoeres trong họ Cá bàng chài. Loài này được mô tả lần đầu tiên vào năm 1999.

## Từ nguyên
Tính từ định danh orientalis trong tiếng Latinh mang nghĩa là "ở phương đông", hàm ý đề cập đến khu vực phân bố của loài cá này ở vùng Đông Á.

## Phạm vi phân bố và môi trường sống
H. orientalis được ghi nhận ở vùng biển phía nam Nhật Bản, đảo Đài Loan, đảo Jeju (Hàn Quốc) và quần đảo Đông Sa. H. orientalis sống trên các rạn san hô viền bờ ở độ sâu đến ít nhất là 30 m.

## Mô tả
H. orientalis có chiều dài cơ thể lớn nhất được ghi nhận là 8 cm. Cá cái màu xanh lục với các vệt sọc màu hồng cam trên đầu, cũng như các sọc ngang cùng màu ở hai bên thân. Vây lưng và vây hậu môn màu cam với các hàng đốm xanh lục; vây lưng có thêm một đốm đen. Vây đuôi màu xanh lục tươi với bốn hàng đốm cam xếp thành vòng cung. Vây bụng tắng, có vệt cam. Vây ngực gần như trong suốt. Cá đực, tuy không có mẫu vật nào được thu thập nhưng qua các bức ảnh chụp dưới nước, được cho là có màu đen mờ ở toàn bộ thân sau và vây đuôi (không rõ đó có phải là kiểu màu của cá đực vào mùa sinh sản hay không). Cá con có kiểu hình tương tự cá cái nhưng có hai đốm nâu đen lớn trên vây lưng.
Số gai ở vây lưng: 9; Số tia vây ở vây lưng: 12; Số gai ở vây hậu môn: 3; Số tia vây ở vây hậu môn: 12; Số tia vây ở vây ngực: 13; Số gai ở vây bụng: 1; Số tia vây ở vây bụng: 5; Số vảy đường bên: 27.

## Phân loại học
H. orientalis thuộc nhóm phức hợp loài Halichoeres ornatissimus.